# Auxonne
Auxonne is een gemeente in het Franse departement Côte-d'Or (regio Bourgogne-Franche-Comté). De gemeente telde 7.592 inwoners op 1 januari 2022. De plaats maakt deel uit van het arrondissement Dijon. In de gemeente ligt spoorwegstation Auxonne.

## Geschiedenis
Auxonne was eerst een apart graafschap. Het werd daarna verworven door het graafschap Bourgondië. Hertog Hugo IV van Bourgondië verwierf Auxonne in 1237 en de stad werd daardoor een buitenpost van het hertogdom Bourgondië op de oostelijke oever van de Saône. Een primitieve houten ommuring werd vervangen door een stenen stadsmuur met vier stadspoorten en 26 torens. Na de dood van Karel de Stoute in 1477 kwam Auxonne in Franse handen. Koning Lodewijk XI liet er een fort bouwen dat nog werd versterkt onder koningen Lodewijk XII en Frans I. Koning Lodewijk XIV liet de stad uitbouwen tot een vestingstad volgens plannen van Vauban. Auxonne bleef een vestingstad tot 1870. Vanaf 1902 werden de stadsmuren voor een deel geslecht.
Napoleon Bonaparte verbleef tussen 1788 en 1791 in Auxonne waar hij les volgde aan de artillerieschool.

## Geografie
De oppervlakte van Auxonne bedroeg op 1 januari 2022 40,65 vierkante kilometer; de bevolkingsdichtheid was toen 186,8 inwoners per km².
Auxonne ligt halfweg tussen Dijon en Dole. De gemeente ligt aan de Saône.
De onderstaande kaart toont de ligging van Auxonne met de belangrijkste infrastructuur en aangrenzende gemeenten.

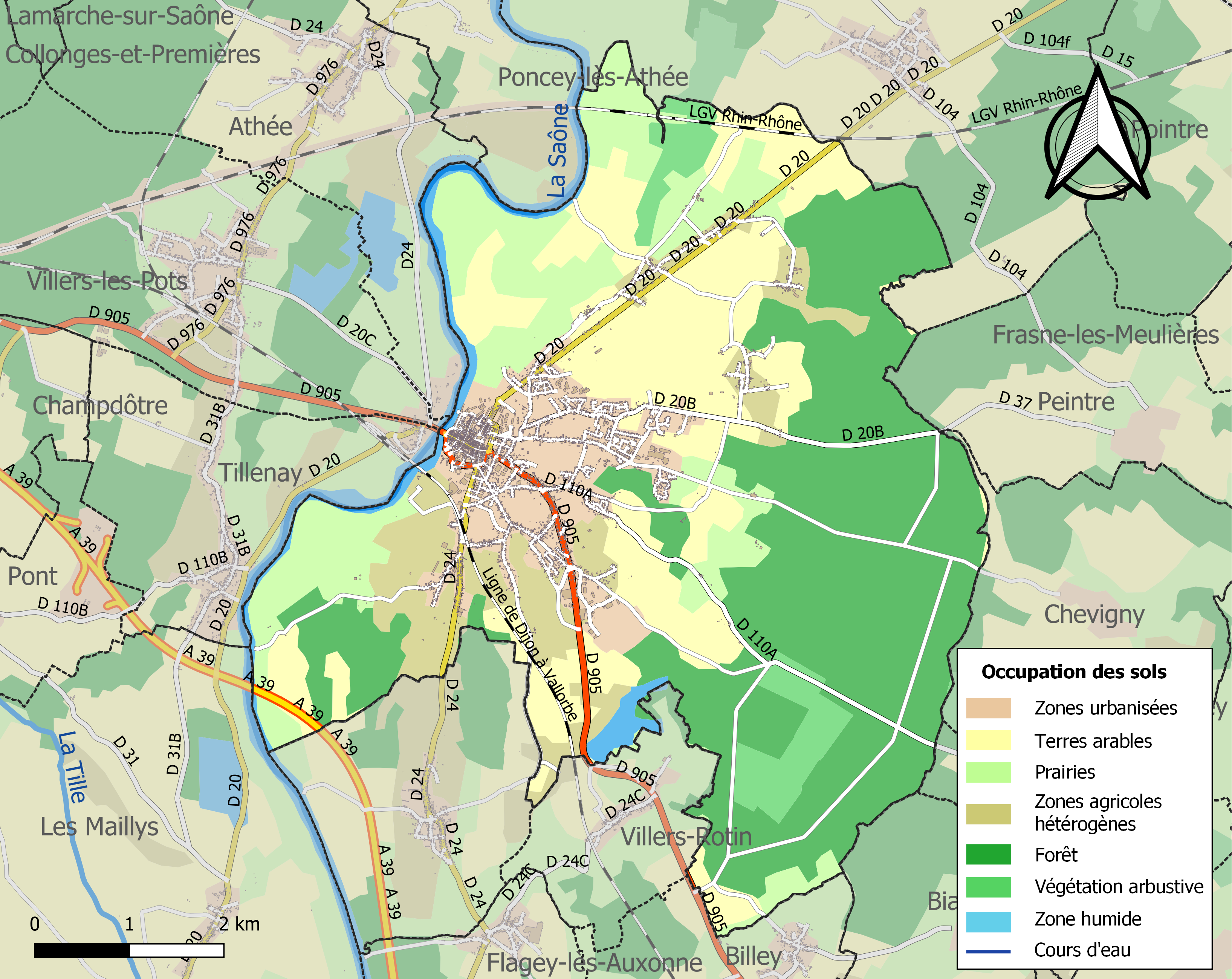

## Demografie
Onderstaande figuur toont het verloop van het inwonertal (bron: INSEE-tellingen).

## Bezienswaardigheden
Als voormalige vestingstad heeft Auxonne een rijk patrimonium van militaire gebouwen. Bewaarde stadspoorten zijn de Porte royale (1679) en de oudere Porte de Comté (1503). Het kasteel van Lodewijk XI werd gebouwd na de aanhechting bij Frankrijk in 1493 door het Verdrag van Senlis. Het arsenaal, waar aanvankelijk kanonnen werden gebouwd en later de artillerieschool was gehuisvest, werd gebouwd in 1689. Verder zijn er twee kazernes: Quartier Bonaparte uit de 18e eeuw en Quartier Marey-Monge uit de 19e eeuw. In 1857 werd een standbeeld van Napoleon opgericht.
De kerk Notre-Dame werd gebouwd in de 13e en 14e eeuw. De kerk onderging nog belangrijke veranderingen in de 16e en 19e eeuw. Het stadscentrum bevat huizen uit de 15e tot de 18e eeuw.
Het stadhuis is ondergebracht in een 15e-eeuws pand dat nog diende als verblijfplaats van de hertogen van Bourgondië. De gevel werd verbouwd in de 19e eeuw.
Auxonne is bekend wegens zijn jaarlijks carnaval, op de eerste zondag van maart.

### Galerij

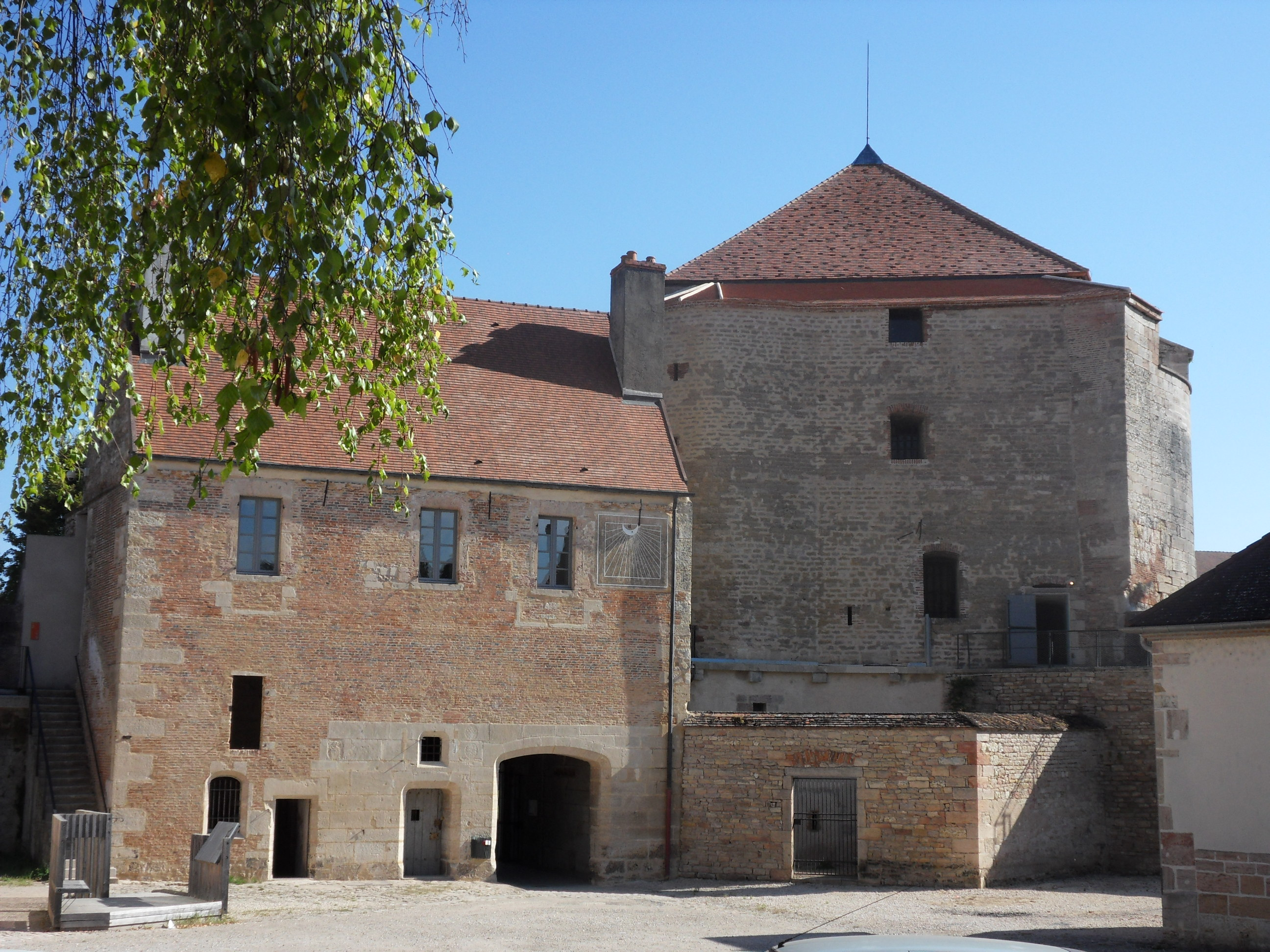
Kasteel van Lodewijk XI
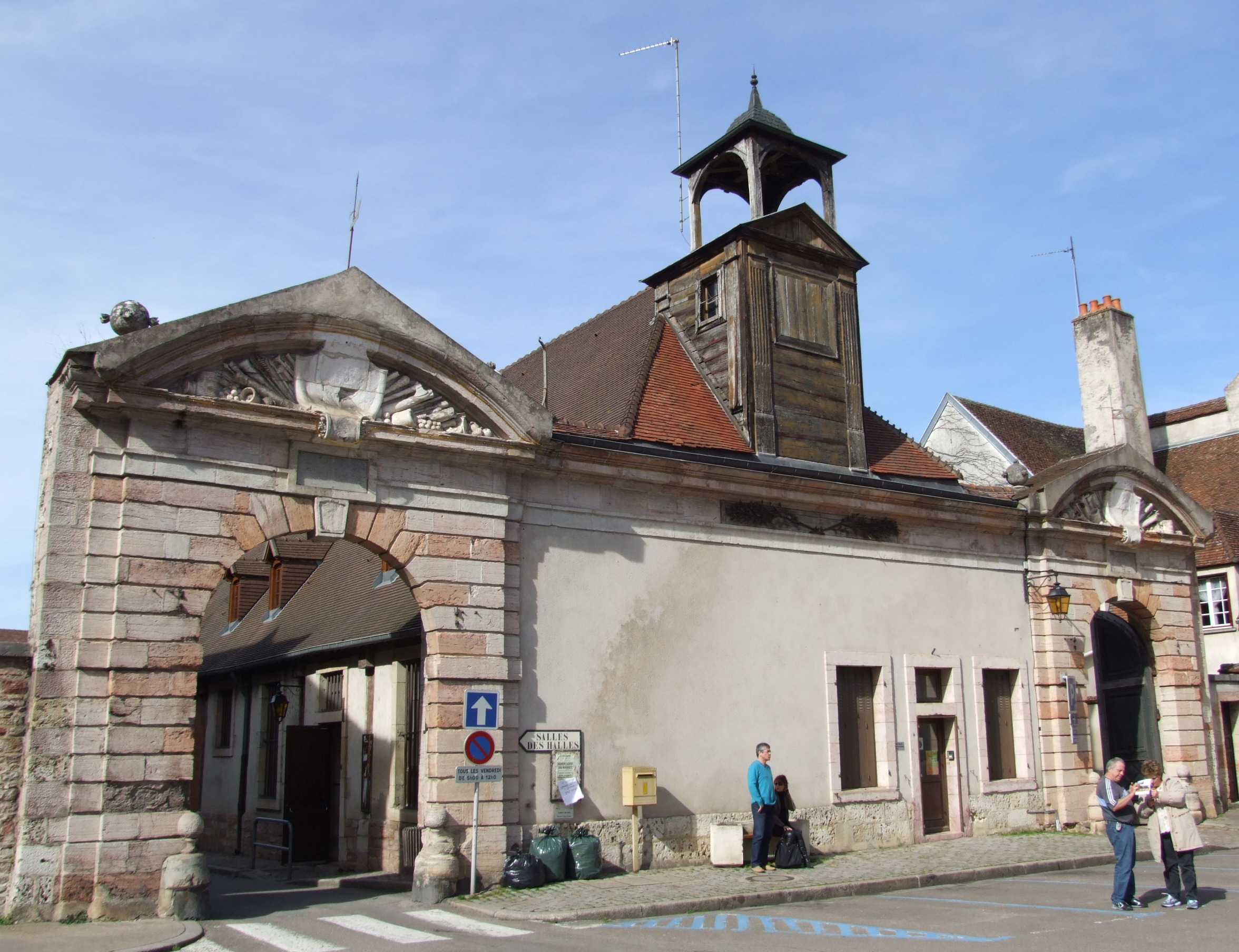
Arsenaal
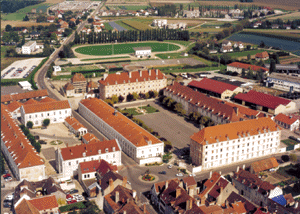
Kazernes
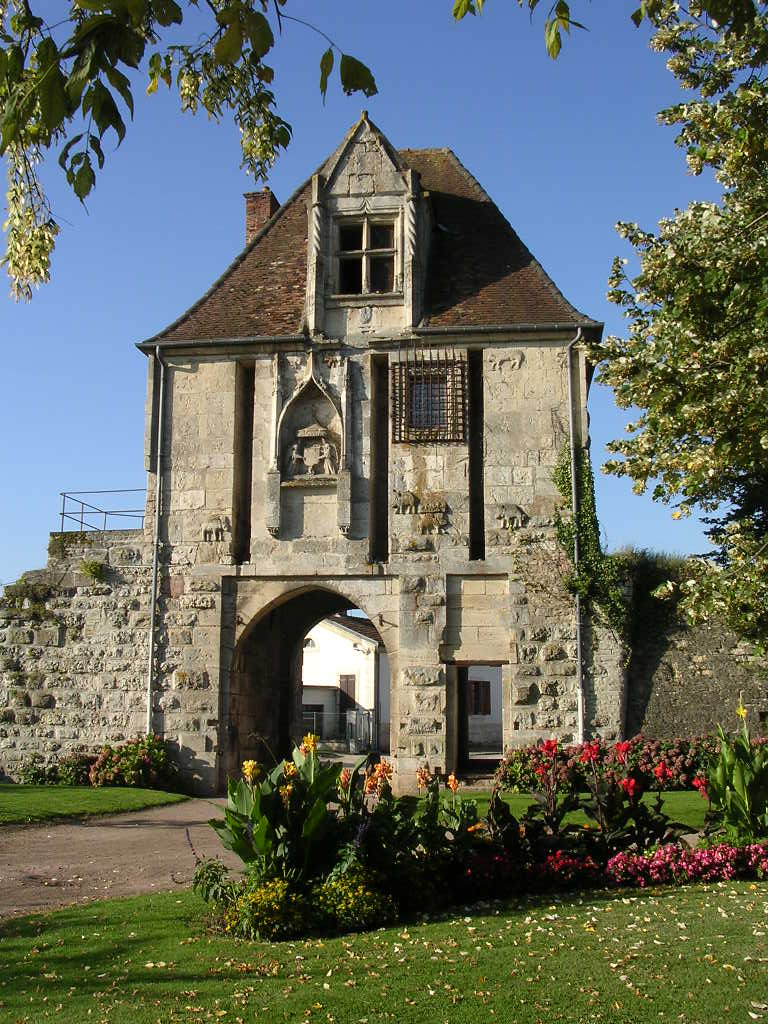
Porte de Comté
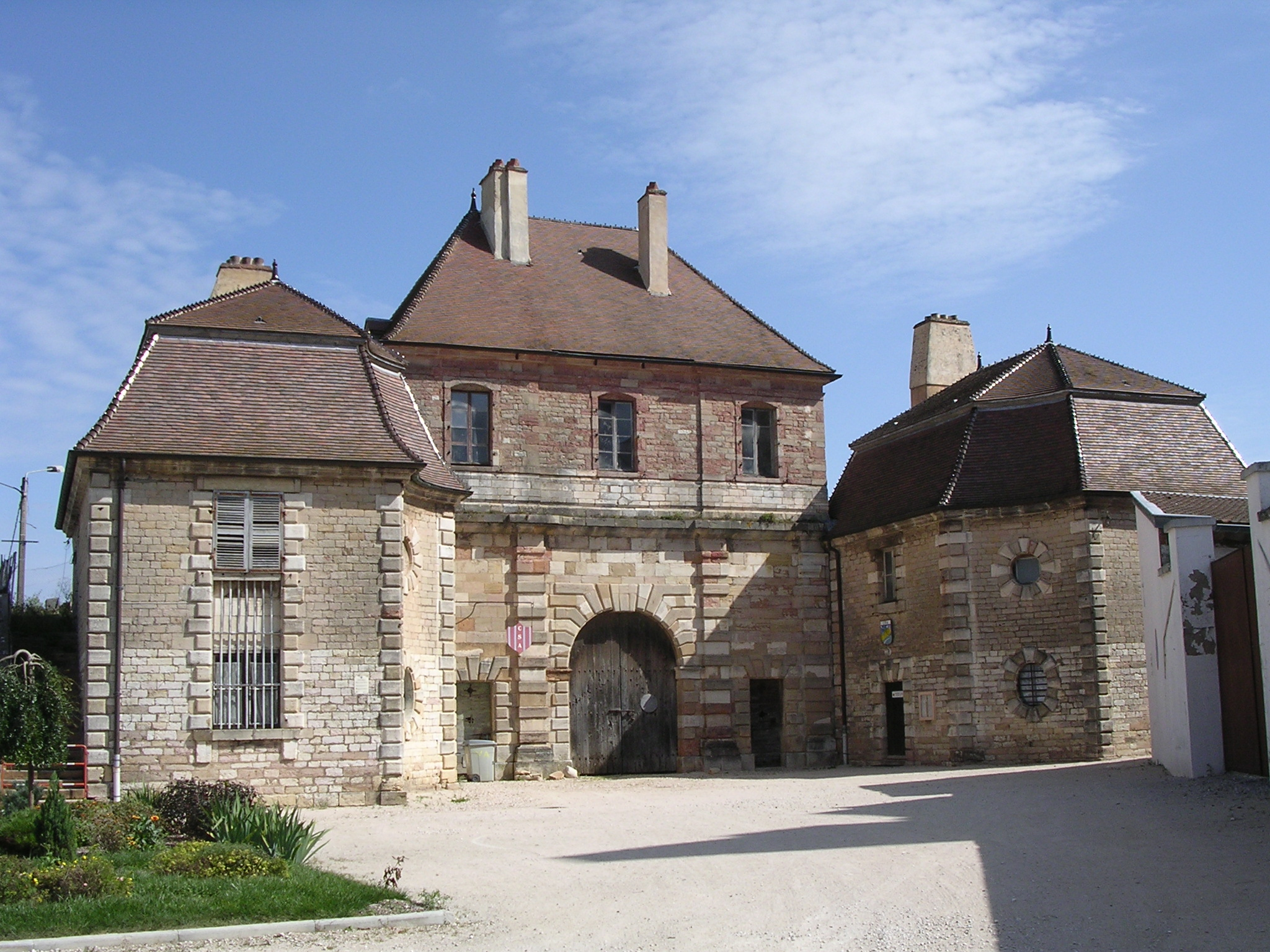
Porte royale
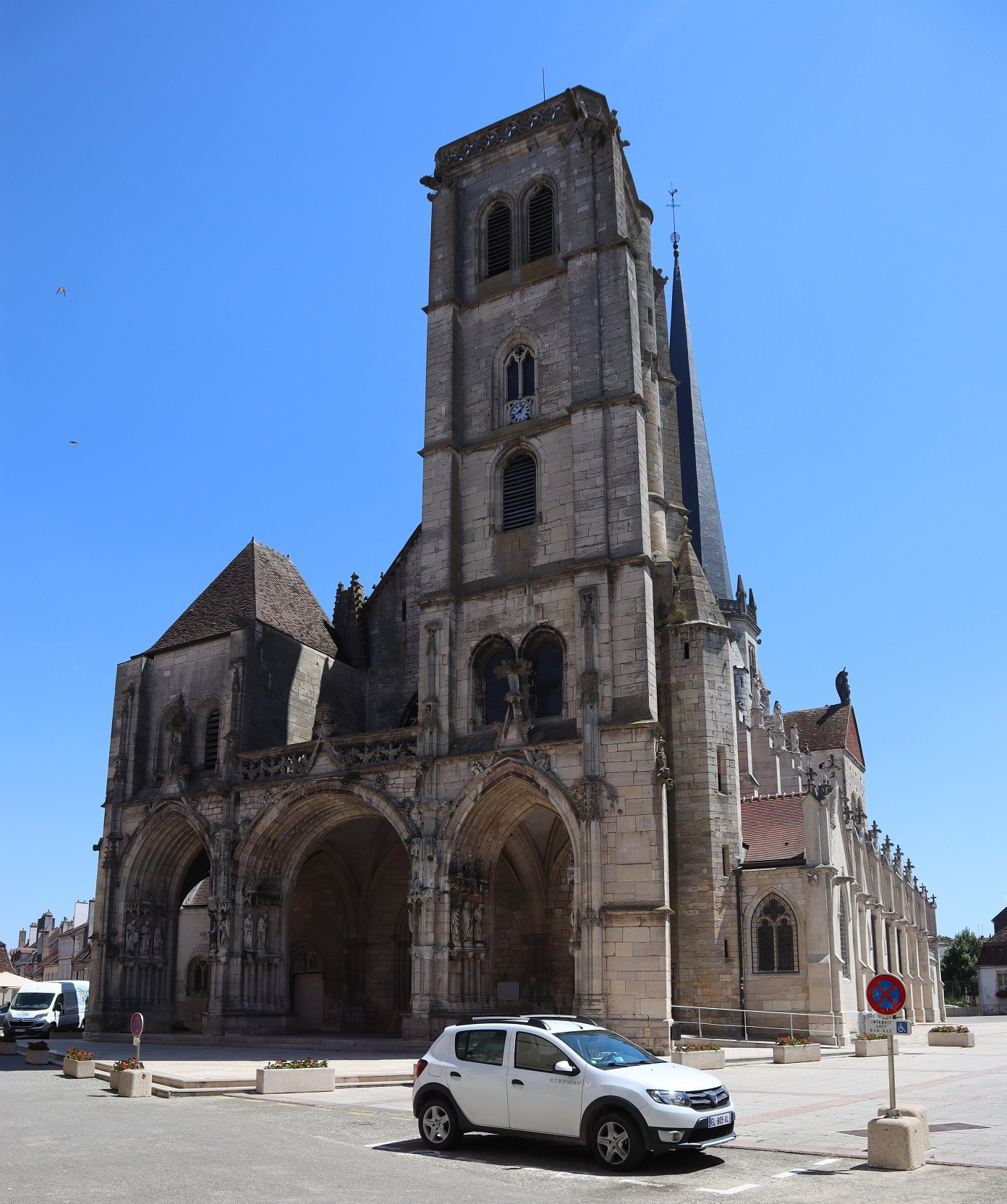
Notre-Dame
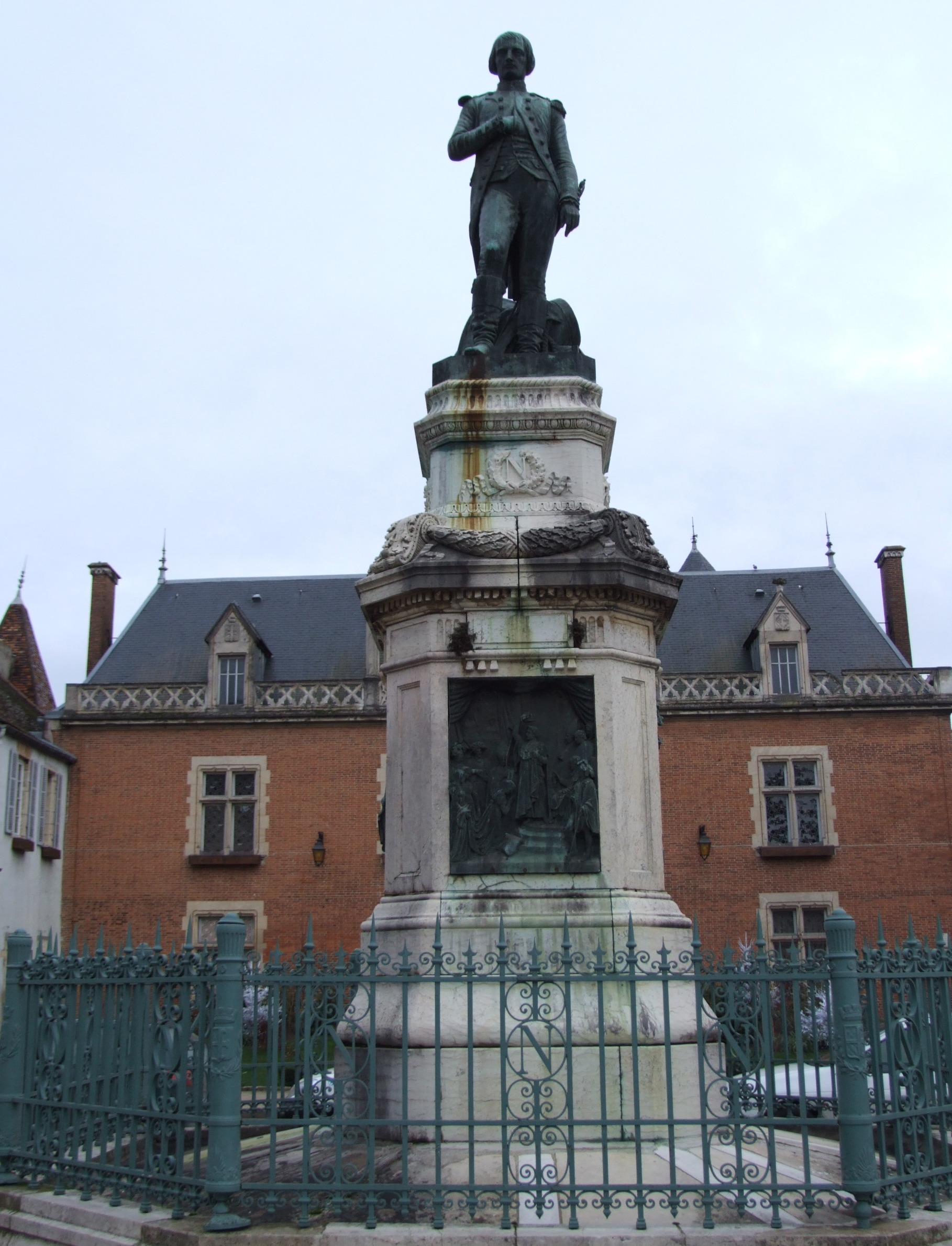
Standbeeld van Napoleon
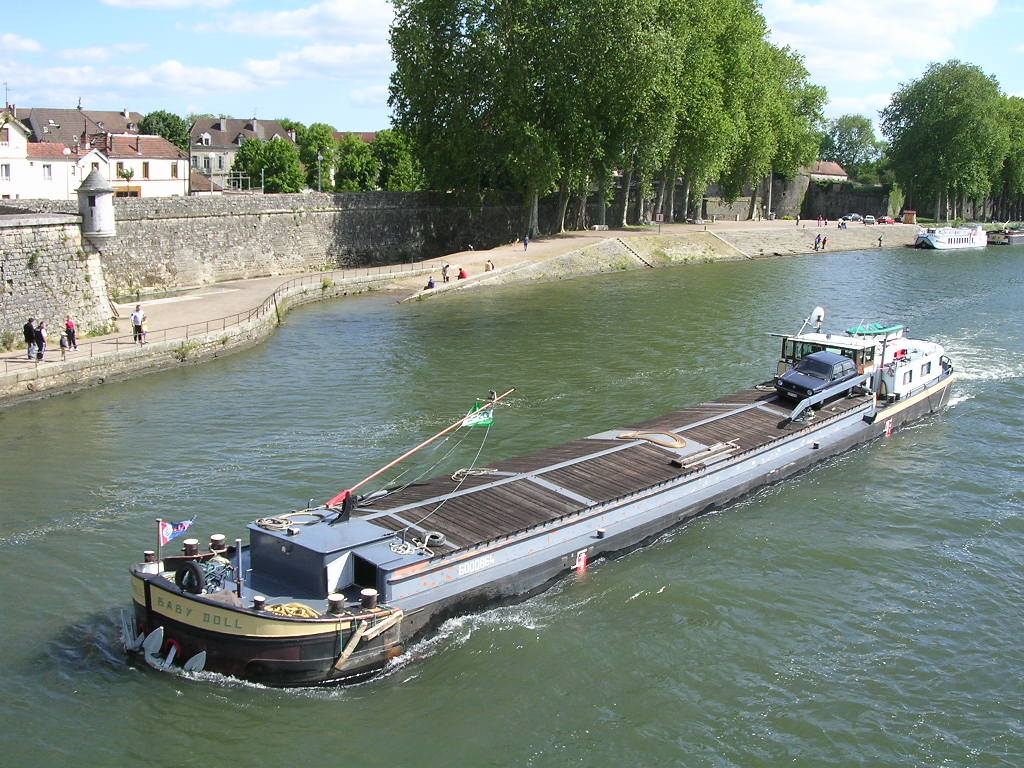
De Saône

## Geboren
- Denis Marin de la Chastaigneraye (1601-1678), minister
- Jean-François Landolphe (1747-1825), marineofficier
- Claude-Antoine Prieur-Duvernois (1763-1832), militair en politicus
- Xavier Girault (1764-1823), politicus
- Gaston Roussel (1877-1947), arts en bedrijfsleider